# Mambang (Muara Kelingi)
Mambang is een bestuurslaag in het regentschap Musi Rawas van de provincie Zuid-Sumatra, Indonesië. Mambang telt 2619 inwoners (volkstelling 2010).